# Franz Weiss
Franz Weiss (Kłodzko (Silèsia), 18 de gener, 1778 - Viena (Àustria), 25 de gener, 1830), va ser un violinista i viola i compositor austríac. És conegut especialment com a intèrpret de viola al Schuppanzigh Quartet, que estava associat amb els quartets de corda de Ludwig van Beethoven.

## Biografia
Weiss va néixer a Silèsia el 1778; traslladant-se a Viena, es va convertir a la dècada de 1790 en un intèrpret de viola en un quartet de corda informal dirigit per Ignaz Schuppanzigh, que tocava setmanalment per al príncep Lichnowsky. Més tard va ser membre del quartet de corda privat del comte Razumovski, establert el 1808 i dirigit per Schuppanzigh. El quartet es va dissoldre el 1815 i Schuppanzigh es va allunyar de Viena.
De 1819 a 1823 Weiss va tocar la viola en un quartet de corda muntat per Joseph Böhm. El 1823 Schuppanzigh va tornar i va reformar el seu quartet de corda, Weiss tornant a tocar la viola. El quartet va fer les primeres actuacions de diversos dels quartets de corda de Beethoven.
Weiss també era conegut a Viena com a violinista, i va fer regularment els seus propis concerts, sobretot de música de cambra. Va ser un compositor, les seves obres inclouen música de cambra, sonates per a piano, obertures i simfonies.